# Споменик Танаску Рајићу
Споменик Танаску Рајићу у Страгарима, родном месту војводе, на територији града Крагујевца, постављен је 1983. године.
Реплика овог споменика постављена је 2017. године на кружном току на уласку у Чачак.